# Farjod Turayev
Farjod Turayev (14 de junio de 1974) es un deportista uzbeko que compitió en judo.
Ganó una medalla en el Campeonato Mundial de Judo de 1999, y dos medallas en el Campeonato Asiático de Judo en los años 1997 y 1999. En los Juegos Asiáticos de 2002 consiguió una medalla de bronce.

## Palmarés internacional
| Campeonato Mundial  | Campeonato Mundial       | Campeonato Mundial | Campeonato Mundial |
| Año                 | Lugar                    | Medalla            | Categoría          |
| ------------------- | ------------------------ | ------------------ | ------------------ |
| 1999                | Birmingham (Reino Unido) | Medalla de plata   | –81 kg             |
| Juegos Asiáticos    |                          |                    |                    |
| Año                 | Lugar                    | Medalla            | Categoría          |
| 2002                | Busan (Corea del Sur)    | Medalla de bronce  | –81 kg             |
| Campeonato Asiático |                          |                    |                    |
| Año                 | Lugar                    | Medalla            | Categoría          |
| 1997                | Manila (Filipinas)       | Medalla de plata   | –78 kg             |
| 1999                | Wenzhou (China)          | Medalla de bronce  | –81 kg             |